# 전웅태
전웅태(全雄太, 1995년 8월 1일~)는 대한민국의 근대5종 선수이다. 2020년 하계 올림픽 근대5종 남자 개인전에서 동메달을 획득했다.

## 생애
수영으로 운동을 시작했으나 중학교 입학 직전 전웅태의 달리기 실력을 알아본 코치의 제안으로 근대 5종으로 종목을 바꿨다. 서울체육중학교 때 2008년 9월 전국 근대5종 선수권대회에서 남자 근대3종(육상, 수영, 펜싱) 종목에서 1위를 차지했고, 같은 대회에서 2010년 제29회에서는 3996점으로 금메달을 차지했다. 2011년에 우수선수로 선발되기도 했다.
유소년 세계대회에서 많은 활약을 했다. 2011년 튀르키예 이스탄불에서 개최된 U-18 유소년 세계대회에 참가한 대한민국 팀이 육상 단체전과 계주에서 금메달을, 펜싱과 수영에서 은메달을 획득했다. 2012년 헝가리 유소년 대회에서 남자 계주 은메달과 남자 개인 동메달 두 종목에서 메달을 땄다. 2013년 중국 우한 대회에서는 전웅태 선수가 있었던 계주팀이 1위를 차지했고, 전웅태 선수는 남자 개인전에서 동메달을 받았다.
회장배 전국체전에서 2012년 4월 근대 4종 고등부에서 1위를 차지했고, 수영과 복합종목 성적은 런던 올림픽 금메달리스트를 앞섰다. 2013년에 전웅태 선수는 다음과 같이 근대5종의 유망주로 평가되었다.
수영과 복합종목 성적이 우수하지 않으면 메달권 진입이 불가능하다. 펜싱과 승마 실력만 집중적으로 가다듬으면 늦어도 (전웅태 선수는) 2020 올림픽에는 메달 소식이 있을 것으로 본다.— 대한근대5종연맹 정동국 사무국장

2016년 3월 UIPM 월드컵에서 우승했지만, 같은 해 리우 올림픽에서는 19위로 좋은 성적을 내지 못했다. 하지만 그 이후 근대5종 국가대표로 주요 세계대회에서 좋은 성적을 보였다. 2018년 UIPM 월드컵에서 금메달을 획득하는 등 세계랭킹 1위를 기록했다. 같은 해 자카르타·팔렘방 아시안 게임에서 금메달, 2019년 세계선수권대회 개인전 동메달을 땄다. 아시안 게임의 메달로 인해 병역특례 대상이 되었다. 올림픽은 리우데자네이루에서 열린 2016년 하계 올림픽에 이어 2020 하계 올림픽에도 출전했다. 2021년 7월 21일 기준 전웅태는 UIPM 시니어 세계 선수권 랭킹 4위, UIPM 시니어 월드컵 랭킹 1위를 기록하였다.
전웅태는 인터뷰에서 도쿄 올림픽에서 메달을 받을 수 있다는 확신에 찬 모습을 보여주었다. “요즘 ‘될 놈은 된다’ 이런 말이 있잖아요. 제가 생각했을 때 우리 근대5종 대표팀은 될 놈들이에요. 저희는 준비가 됐습니다. 이제 하늘에서 메달을 떨어뜨려 주기만 하면 됩니다.”
2021년 8월 6일 열린 2020년 하계 올림픽에서 생애 처음으로 올림픽 동메달을 획득하면서 대한민국 근대5종 경기 역사상 1964년 올림픽 이후 첫 번째 메달의 주인공이 되었고, 포상금 5000만 원도 받았다. 아시아 선수로서는 근대5종에서 2012년의 한 번 이후 2번째로 메달을 받은 것이었다. 한편, 같은 종목에 출전한 정진화 선수는 나란히 4위를 차지했다. 전웅태 선수는 올림픽 이후 근대5종의 관심이 높아졌다고 말했다.

## 방송
- 2020년 KBS Joy 예능 무엇이든 물어보살에 출연, 근대5종에 대한 낮은 인지도가 고민이라고 털어놨다.[20]
- 2021년 8월 무엇이든 물어보살에 재출연한다.[21]